# Мугурдумова, Евгения Григорьевна
 Мугурдумова Евгения Григорьевна  (род. 12 декабря 1985, Владивосток, Приморский край) — мастер спорта по настольному теннису.

## Биография
Евгения Григорьевна родилась 12 декабря 1985 года в городе Владивостоке Приморского края. Интерес к спорту в ней пробудил её отец Григорий Мугурдумов, который долгие годы был Старшим тренером сборной Приморского края по настольному теннису. Он же и стал первым тренером для своей дочери.
После девяти классов обычной школы Евгения пошла учиться в Федеральное училище Олимпийского резерва.
В 2001 году стала чемпионкой Всемирных еврейских игр «Маккаби», завершившихся в Израиле. Маккабиада проводится раз в четыре года по аналогии с Олимпийскими играми. Российская сборная на Еврейской олимпиаде насчитывала 115 спортсменов из 18 городов. Евгения Мугурдумова представляла Владивосток. Она добилась побед в личном и парном разрядах, а также в командном зачёте, завоевав звание абсолютной чемпионки по настольному теннису.
В 2005 году на чемпионате Дальневосточного федерального округа заняла первое место в одиночном поединке.
В 2006 году закончила Федеральное училище Олимпийского резерва как специалист по физической культуре. Потом Евгения поступила на направление «Физическая культура» Дальневосточного федерального университета.
В 2010 году завоевала серебро в женском одиночном разряде, принимая участие в супертурнире по настольному теннису в Новгороде.
В 2014 году входила в Женскую сборную Приморского края по настольному теннису и привезла победу с чемпионата Дальневосточного федерального округа. Евгения Мугурдумова стала серебряным призёром чемпионата, уступив верхнюю ступень пьедестала спортсменке из Амурской области Татьяне Ивахиной. Девушки сошлись в финале как две сильнейшие участницы чемпионата с самым высоким рейтингом.
В том же 2014 году входила в состав сборной ДВФУ-1, с которой на дальневосточном клубном чемпионате по настольному теннису заняла призовое первое место.
В 2017 году Евгения стала абсолютной чемпионкой Дальнего Востока, завоевав все золотые медали на чемпионате Дальнего Востока в составе команды «Дальэнергосетьпроект». Она победила в личном зачёте и в парном разряде вместе с Ниной Грачевой и в миксте, выступая с Александром Афониным.

## Личная жизнь
В 2015 году Евгения вышла замуж за Марселя, молодого человека из Израиля.
В 2018 году родила дочь Меланию. А в 2020 году родила дочь Патрицию.